# Municipio di San Francisco
Il Municipio di San Francisco (San Francisco City Hall in inglese) è un edificio che ospita la sede del governo cittadino di San Francisco, in California. 
L'attuale edificio sostituì un precedente municipio che fu distrutto durante il terremoto del 1906, che era a due isolati da quello attuale. L'edificio è stato progettato dall'architetto Arthur Brown, Jr. dello studio d'architettura Bakewell & Brown.

## Storia
Il municipio originario, progettato da Augustus Laver e Thomas Stent, venne completato nel 1899 dopo ben 27 anni di lavori e progettazione. Questo era molto più grande del municipio attuale.